# Vernou-sur-Brenne

Vernou-sur-Brenne este o comună în departamentul Indre-et-Loire, Franța. În 1 ianuarie 2022 avea o populație de 2.871 de locuitori.